# Bandera de Eritrea

Bandera presidencial.

La bandera nacional de Eritrea fue adoptada el 5 de diciembre de 1995. Está basada en la bandera ondeada por el Frente Popular para la Liberación de Eritrea en su lucha por la independencia.
El color verde simboliza la economía agrícola y ganadera de Eritrea, el rojo significa la sangre derramada durante la lucha por la independencia de Eritrea, el color azul representa la riqueza marina, el color amarillo representa la riqueza mineral de Eritrea, la corona de oliva y la rama en la bandera provienen de la primera bandera nacional de Eritrea que se utilizó entre 1952 y 1961, la corona de olivo fue adoptada de la bandera de las Naciones Unidas y simboliza la paz.

## Banderas históricas

Bandera de 1897 a 1936 y (1941-1952).
Bandera de 1952 a 1961.
Bandera bajo el dominio de Haile Selassie de 1961 a 1974.
Bandera del FPLE.
Bandera de 1993 a 1995 (mismo diseño, pero las proporciones de esta eran de 2:3).